# Aix-les-Bains
Aix-les-Bains é uma comuna francesa na região administrativa de Auvérnia-Ródano-Alpes, no departamento de Saboia. Estende-se por uma área de 12,62 km². Em 2010 a comuna tinha 30 563 habitantes (densidade: 2 421,8 hab./km²).
É a segunda cidade balneária da França, situando-se nas margens do lago do Bourget. A maior marina de água doce do país está localizada nesta cidade.